# Castle of Glass
Singles de Linkin Park
Lost in the Echo
(2012) A Light That Never Comes
(2013)
Castle of Glass est une chanson de l'album Living Things du groupe Linkin Park sortie en 2012

## Composition
Dans Castle of Glass des éléments electroniques de l'album studio précédent du groupe A Thousand Suns sont présents. La chanson possède une structure traditionnelle et une mélodie qui rappelle une musique country.

## Accueil
La chanson a reçu des critiques mitigées. Billboard a écrit « une chanson folklorique avec la puissance de Linkin Park ».
Cette musique fait référence au jeu vidéo Medal of Honor : Warfighter à la fin de leur clip.